# Gymnasium mit vertiefter Ausbildung
Ein Gymnasium mit vertiefter Ausbildung dient in Sachsen der Begabtenförderung am Gymnasium. Voraussetzung für den Besuch eines der 24 sächsischen Gymnasien mit vertiefter Ausbildung ist zum einen die Bildungsempfehlung für das Gymnasium und zum anderen ein erfolgreiches Aufnahmeverfahren, das im Schuljahr vor dem Wechsel in schriftlicher Form, zugeschnitten auf die Vertiefung stattfindet. Vertiefte Ausbildungen existieren im mathematisch-naturwissenschaftlichen (6), musischen (5), sprachlichen bzw. binationale-bilingualen (7) und sportlichen (6) Bereich. Besonders begabte Schüler sollen über das Projekt GIFted gesichtet und gefördert werden.

## Gymnasiale Schwerpunkte

### Mathematisch-naturwissenschaftlich
Bei der vertieft mathematisch-naturwissenschaftlichen Ausbildung liegt der Schwerpunkt u. a. auf mathematischen Modellen, Informatikunterricht und naturwissenschaftlichen Experimenten. Die Teilnahme an Wissenschaftsolympiaden wird gefördert.
- Geschwister-Scholl-Gymnasium Löbau
- Johannes-Kepler-Gymnasium Chemnitz
- Julius-Motteler-Gymnasium Crimmitschau
- Martin-Andersen-Nexö-Gymnasium Dresden
- Werner-Heisenberg-Gymnasium Riesa
- Wilhelm-Ostwald-Gymnasium Leipzig

### Musisch
Gymnasiasten mit vertiefter musischer Ausbildung erhalten speziellen wahlweise Gesangs- und Instrumental- sowie Musiktheorieunterricht. In Leipzig ist die Intensivausbildung nicht zwingend an die Mitgliedschaft im Thomanerchor gekoppelt.
- Clara-Wieck-Gymnasium Zwickau
- Lessing-Gymnasium Hoyerswerda
- Rudolf-Hildebrand-Gymnasium Markkleeberg
- Sächsisches Landesgymnasium für Musik Carl Maria von Weber Dresden
- Thomasschule Gymnasium der Stadt Leipzig

### Sprachlich / binational-bilingual
Gymnasiasten mit vertiefter sprachlicher Ausbildung erlernen drei Fremdsprachen, wobei eine davon  Vertiefungssprache ist. Die zweite Fremdsprache wird ab der 5. Klasse und die dritte ab der 8. Klasse angeboten. Ab der 7. und 9. Klasse werden Fächer in der Vertiefungssprache zweisprachig unterrichtet. Polnisch und Tschechisch wird mit Schülern der jeweiligen Mutterländer abgehalten.
- Anton-Philipp-Reclam-Gymnasium Leipzig – Französisch
- Augustum-Annen-Gymnasium Görlitz – Polnisch
- Christoph-Graupner-Gymnasium Kirchberg – Englisch
- Friedrich-Schiller-Gymnasium Pirna – Tschechisch (die tschechischen Schüler leben im Internat)
- Georgius-Agricola-Gymnasium Chemnitz – Englisch
- Gymnasium St. Augustin Grimma – Englisch
- Romain-Rolland-Gymnasium Dresden – Französisch

### Sportlich
Die Gymnasien mit vertiefter sportlicher Ausbildung sind zugleich Eliteschulen des Sports und haben eine Olympiastützpunkt-Anbindung. Die Schüler erhalten individuell Grundlagen- und Intensivtraining in einzelnen Sportarten. Folgende Schwerpunkte gibt es:
- „Glückauf“-Gymnasium Dippoldiswalde/Altenberg – Wintersport wie Biathlon,  Rennrodeln, Curling, Bobsport und Skeleton, sowie Mountainbike[1]
- Sportgymnasium Chemnitz – Gewichtheben, Leichtathletik, Turnen, Basketball, Eiskunstlauf und Eisschnelllauf
- Sportgymnasium Dresden – Volleyball (w), Rudern, Wasserspringen, Shorttrack und Eisschnelllauf
- Wintersport-Campus Klingenthal – Nordische Kombination, Skilanglauf und Skisprung
- Landkreisgymnasium St. Annen/Oberwiesenthal – Rennrodeln, Langlauf, Nordische Kombination, Skisprung
- Sächsisches Landesgymnasium für Sport Leipzig – Judo, Wasserspringen, Handball, Hockey, Kanu-Rennsport, Kanu-Slalom, Leichtathletik, Schwimmen, Rudern